# Les Commissaires
Pour plus de détails, voir Fiche technique et Distribution.
Les Commissaires (ukrainien : Комісари) est un drame de guerre soviétique réalisé par Nikolaï Machtchenko et sorti en 1971. 
Il s'agit d'une adaptation du roman éponyme de Iouri Libedinski, paru en 1925.

## Synopsis
Le film se déroule en 1921, année difficile pour l'Union soviétique. Pour construire un jeune État d'ouvriers et de paysans, le parti n'épargne pas ses combattants les plus loyaux et les plus ardents et envoie des bolcheviks éprouvés aux cours de commissariat pour apprendre à diriger. Mais des bandes sans scrupules, opposées à l'ordre et à l'État, s'apprêtent à attaquer la ville où sont organisés les cours. Afin de repousser habilement les attaques, les combattants suivent des cours spéciaux. Mais tout ne va pas pour le mieux au cours lui-même. Différentes personnes se sont rassemblées et elles ont des attitudes différentes à l'égard des nouvelles tâches à accomplir.

## Fiche technique
- Titre français : Les Commissaires[2]
- Titre original : Комісари[3]
- Réalisation : Nikolaï Machtchenko
- Scénario : Nikolaï Machtchenko, Boris Tarasseko (ru), d'après Iouri Libedinski
- Photographie : Oleg Martynov (ru)
- Montage : Nadejda Orlova
- Musique : Ivan Karabits
- Décors : Anatoli Dobroleja (ru)
- Société de production : Studio Dovjenko
- Pays de production :  Union soviétique
- Langue originale : ukrainien
- Genre : drame de guerre
- Durée : 77 minutes
- Dates de sortie :
  - Union soviétique : juillet 1971

## Distribution
- Konstantin Stepankov : Fiodor
- Ivan Mykolaïtchouk : Grigori Gromov
- Fiodor Panassenko (ru) : Ivan Guerassimenko
- Borislav Brondoukov : Dmitri Koval
- Larissa Kadotchnikova : Choura, institutrice
- Vladimir Skomarovski (ru) : Nikolaï Smirnov